# Эскудо Сан-Томе и Принсипи
Эскудо Сан-Томе и Принсипи (порт. Escudo de São Tomé e Príncipe) — денежная единица португальского владения Сан-Томе и Принсипи в 1914—1975 годах и Демократической Республики Сан-Томе и Принсипи в 1975—1977 годах.

## История
Декретом правительства Португалии от 18 сентября 1913 года № 141 с 1 января 1914 года на португальские колонии (Кабо-Верде, Португальская Гвинея, Сан-Томе и Принсипи, Ангола и Мозамбик) было распространено действие декрета от 22 мая 1911 года о введении вместо реала новой денежной единицы — эскудо (1000 реалов = 1 эскудо).
Выпуск новых банкнот в сентаво был начат в 1914 году, банкнот в эскудо — в 1921 году, монет — в 1929 году. Банкноты и монеты в реалах продолжали использоваться в обращении и постепенно заменялись денежными знаками в эскудо и сентаво. В 1947 году выпускались чеки на предъявителя.
В 1976 году создан Национальный банк Сан-Томе и Принсипи. Банк продолжал выпускать в обращение банкноты Национального заморского банка с надпечаткой «Banco Nacional de São Tomé e Príncipe», а также выпустил чеки на предъявителя.
2 июля 1977 года введена новая денежная единица — добра, обмен производился 1:1.

## Монеты и банкноты
Чеканились монеты в 10, 20, 50 сентаво, 1, 21⁄2, 5, 10, 20, 50 эскудо.
Выпускались бумажные денежные знаки:
- банкноты Национального заморского банка в 5, 10, 20, 50 сентаво, 1, 21⁄2, 5, 10, 20, 50, 100, 500, 1000 эскудо,
- чеки Национального заморского банка в 100, 500, 1000 эскудо[2],
- банкноты Национального заморского банка с надпечаткой «Национальный банк Сан-Томе и Принсипи» в 20, 50, 100, 500, 1000 эскудо,
- чеки Национального банка Сан-Томе и Принсипи в 500, 1000 эскудо[3].